# Nitocrella psammophila
Nitocrella psammophila är en kräftdjursart som beskrevs av Claude Chappuis 1955. Nitocrella psammophila ingår i släktet Nitocrella och familjen Ameiridae. Inga underarter finns listade i Catalogue of Life.